# Караелга (приток Сакмары)
Караелга — река в России, протекает по Оренбургской области. Устье реки находится в 210 км по правому берегу реки Сакмара. Длина реки составляет 13 км. Имеет парвый приток — реку Туембетка.

## Данные водного реестра
По данным государственного водного реестра России относится к Уральскому бассейновому округу, водохозяйственный участок реки — Сакмара от впадения реки Большой Ик и до устья. Речной бассейн реки — Урал (российская часть бассейна).
Код объекта в государственном водном реестре — 12010000712112200006411.